# Nyírtura
Nyírtura község Szabolcs-Szatmár-Bereg vármegyében, a Nyíregyházi járásban.

## Fekvése
A megye és egyben a Nyírség középső részén fekszik, a megyeszékhely Nyíregyháza belvárosától mintegy 10 kilométerre. A környék más fontosabb települései közül Sényőtől 4, Kemecsétől és Székelytől pedig 8-8 kilométer választja el.
A közvetlen szomszédos települések: észak felől Kemecse, északkelet felől Nyírbogdány, kelet felől Sényő, délkelet felől Napkor, dél felől Nyíregyháza, délnyugat felől pedig Nyírpazony.
Különálló településrésze Libabokor, a központjától mintegy 4 kilométerre északnyugatra.

### Megközelítése
Legfontosabb közúti megközelítési útvonalai a 4-es főút és a 403-as főút: előbbi a központján is áthalad, utóbbi pedig kelet felől pár száz méterrel elkerüli a lakott területeit. Kemecsével a 3829-es, Sényővel és Napkorral pedig a 4102-es út köti össze.
Libabokor közúton két irányból érhető el: a Nyíregyháza-Nagyhalász közti 3834-es útról Bodóhegy előtt letérve a 38 151-es számú mellékúton, illetve Nyírtura központja felől egy számozatlan, alsóbbrendű (ám ugyancsak szilárd burkolatú) úton.

## Története
A községet a 13. század elején a Váradi regestrum már lakott településként jegyzi. A település határában talált értékes régészeti leleteket a nyíregyházi Jósa András Múzeum őrzi.
A középkori egyház történetéről semmit sem tudunk annak ellenére, hogy a templom késő gótikus kapuján az 1488-as évszámot látjuk.
A község a Nyírtura nevet csak 1898-ban kapta. Korábban a fellelhető források szerint Tura, Turra, néhol Váralja néven fordult elő.
Kevés az olyan eredeti forrásanyag, amelyben Tura konkrétan említést nyer. 1222-es az az okirat, amelyben először hivatalosan szerepel. Ez a váradi tüzespróba lajstrom, melyben először olvashatunk egy Turára való emberről, Bensa Domonkosról egy per kapcsán.
Jellemző a későbbi időpontból fellelhető adatokra is, hogy valamennyi valamilyen bírósági eljárás hivatalos ügyirataként maradt meg. Így az az adománylevél is, amely 1318. február 19. dátummal kelt, s mely szerint I. Károly király, hűségükért és érdemeikért Kállai Egyed fiainak, Simon és István mestereknek adományozza a Szabolcs vármegye Szőllős nevű földet, amely a Tura nevű birtokkal határos. 1342-ben Pál országbíró új birtokfelosztást rendel el. Az oklevélben Tura is szerepel ismét.
Csánki Dezső a „Magyarország történelmi földrajza a Hunyadiak korában” című művében írja, hogy 1454-ben Turát a Kállay család bírja.
1773-ban a magyarlakta területek bizonyítására országos helységösszeírásra kerül sor, amely csak 1920-ban jelent meg nyomtatásban, ez Turra néven említi községünket.
1799. évben Vályi András a Magyarország leírása című művében így ír:

„Tura magyar falu Szabolcs vármegyében. Földesurai több urak, lakosai többen reformátusok, fekszik Napkorhoz közel, melynek filiája / határja/ olyan, mint Pazonyé.”
Az 1900. évi Szabolcs vármegye monográfiája szerint:
Tura kisközség 150 házzal, 973 lakossal. Postája: Nyír-Bogdányban, távírója Kemecsén található. Két nemesi kúriája volt: a Kállay féle és a Szűcs féle.
1929-ben Márton Béla a Nyírség helységneveiben adatokkal szolgál a község akkori határterületeire vonatkozóan is: Területe 3 714 kataszteri hold (kh.). Ebből termő 3526 kh. Terméketlen 188 kh.
A 20. század elején a község lakosságának helyzete egyre nehezebbé vált. Az emberek nagy része földműveléssel foglalkozott, cselédsorban élt.

## Közélete

### Polgármesterei
- 1990–1994: Bagoly Zoltán (független)[3]
- 1994–1998: Bagoly Zoltán (független)[4]
- 1998–2002: Bagoly Zoltán (független)[5]
- 2002–2006: Bagoly Zoltán (független)[6]
- 2006–2010: Bagoly Zoltán (független)[7]
- 2010–2014: ifj. Mikó Gábor (független)[8]
- 2014–2019: Mikó Gábor (független)[9]
- 2019–2024: Mikó Gábor (független)[10]
- 2024– : Mikó Gábor (független)[1]

## Népesség
A település népességének változása:
| Lakosok száma | 1774 | 1757 | 1759 | 1847 | 1805 | 1768 | 1786 |
|               | 2013 | 2014 | 2015 | 2021 | 2022 | 2023 | 2024 |

2001-ben a község lakosságának közel 100 %-a magyar nemzetiségűnek vallotta magát.
A 2011-es népszámlálás során a lakosok 82,9%-a magyarnak, 0,6% cigánynak, 0,2% németnek, 0,3% románnak, 0,2% szlováknak, 0,7% ukránnak mondta magát (17% nem nyilatkozott; a kettős identitások miatt a végösszeg nagyobb lehet 100%-nál). A vallási megoszlás a következő volt: római katolikus 16,8%, református 32,9%, görögkatolikus 14%, evangélikus 1,1%, felekezeten kívüli 5,8% (26,8% nem válaszolt).
2022-ben a lakosság 91,6%-a vallotta magát magyarnak, 0,6% ukránnak, 0,3% cigánynak, 0,2-0,2% németnek, románnak, ruszinnak, szlovénnek és szlováknak, 0,1-0,1% örménynek és görögnek, 2,4% egyéb, nem hazai nemzetiségűnek (8,1% nem nyilatkozott; a kettős identitások miatt a végösszeg nagyobb lehet 100%-nál). Vallásuk szerint 12% volt római katolikus, 22,1% református, 13,5% görög katolikus, 1,4% egyéb keresztény, 0,9% evangélikus, 0,3% ortodox, 7,5% felekezeten kívüli (42% nem válaszolt).

## Nevezetességei
- Református templom: A község értékes műemléke a nyugati kapuján olvasható évszám szerint 1488-ban épült. Sokszögzáródású, támpilléres gótikus teremtemplom. A 16. századtól a reformátusok használták, ezt bizonyítják a 17. századi egyházi edényei is. A templom 1821-1833 között nagyobb átalakításon ment át, akkor bontották le nyugati homlokzatát, ablakait megnagyobbították, a nyugati homlokzat elé a korábbi fatorony helyébe falazott tornyot építettek. A nyugati falba belső kapu került, amely a késő gótika egyik legjelentősebb falusi példája, gazdagon díszített konzolokkal és pálcatagokkal, valamint az építtetők címereivel. Eredeti famennyezetét is lebontották. A szentély boltozata nagy valószínűséggel 18. századi. A templom berendezése 1833-ból való.
- A volt Szűcs-kúria, a helybéliek által kolostornak tartott épület a templom közelében áll. A 18. század második felében építette a Szűcs család. Földszintes, boltozott, barokk épület, alatta pincesor húzódik. Főhomlokzata eredetileg kosáríves árkádos volt, középrizattal. Sajnálatos módon 1900 körül magtárrá alakították és ma is ezt a célt szolgálja.
- A volt Kállay-Popper-kúriát a Kállay család építette 1822-ben. A 19. század végén került a Popperek tulajdonába. Földszintes, klasszicista épület, melyet először a 20. század elején, majd kultúrházzá alakításakor is átépítettek.

## Híres emberek
- Itt született Szabolcsi Miksa (született Weinstein) (Nyírtura, 1857. augusztus 27. – Balatonfüred, 1915. június 17.) újságíró, lapszerkesztő, a magyar zsidó újságírás egyik megteremtője. Szabolcsi Bence (1899–1973) zeneesztéta és Szabolcsi Lajos (1889–1943) író apja.